# Al-Chardż
Al-Chardż (arab. الخرج) – miasto w saudyjskiej prowincji Rijad. Ośrodek przemysłu spożywczego. Miasto leży 50 km na południowy wschód od stołecznego Rijadu. W odległości 800 km leżą Abha i Nadżran, a 775 km od Al-Chardż położony jest Chamis Muszajt. Według spisu ludności z 2010 roku miasto liczyło 234 607 mieszkańców.